# NGC 106
NGC 106 este o galaxie lenticulară situată în constelația Peștii. A fost descoperită în anul 1886 de către Francis Leavenworth.